# Jerapowellia
Jerapowellia là một chi bướm đêm thuộc phân họ Olethreutinae trong họ Tortricidae.

## Các loài
- Jerapowellia burnsorum Miller, 1995